# Take Her Up to Monto
| Recensione       | Giudizio |
| ---------------- | -------- |
| AllMusic         |          |
| Clash            |          |
| Drowned in Sound |          |
| Evening Standard |          |
| Mojo             |          |
| Pitchfork        | 78/100   |
| PopMatters       |          |
| The 405          |          |
| The Irish Times  |          |
| Uncut            |          |

Take Her Up to Monto è il quarto album in studio della cantante irlandese Róisín Murphy, pubblicato l'8 luglio 2016.

## Tracce
Testi e musiche di Róisín Murphy, Eddie Stevens.
1. Mastermind – 6:35
2. Pretty Gardens – 5:07
3. Thoughts Wasted – 5:22
4. Lip Service – 4:27
5. Ten Miles High – 5:19
6. Whatever – 2:53
7. Romantic Comedy – 5:36
8. Nervous Sleep – 7:41
9. Sitting and Counting – 3:57

Durata totale: 46:57

## Classifiche
| Classifica (2016)                     | Posizione massima |
| ------------------------------------- | ----------------- |
| Australia                             | 73                |
| Austria                               | 45                |
| Belgio (Fiandre)                      | 40                |
| Belgio (Vallonia)                     | 153               |
| Croazia                               | 52                |
| Germania                              | 62                |
| Grecia                                | 63                |
| Irlanda                               | 22                |
| Irlanda (Independent Albums)          | 5                 |
| Paesi Bassi                           | 65                |
| Regno Unito                           | 41                |
| Regno Unito (Independent Albums)      | 10                |
| Scozia                                | 45                |
| Stati Uniti (Dance/Electronic Albums) | 8                 |
| Svizzera                              | 26                |

## Crediti

### Musicisti
- Róisín Murphy – voce
- Eddie Stevens –  floor tom, flauto, chitarra, tastiere, percussioni, programmazione, violino, cori
- Dave DeRose – batteria, floor tom
- Jamie McCreddie – chitarra
- Rob Malarkey – basso
- Jodie Scantlebury – cori
- Rhianna Kenny – cori

### Personale tecnico
- Róisín Murphy – produzione, direzione artistica
- Eddie Stevens – produzione, missaggio, ingegneria
- Darius Van Helfteren – mastering
- Ally McNeil – programmazione addizionale
- Mark Allaway – ingegneria